# 蔡叔度
蔡叔度（さいしゅくど）は、西周の諸侯である蔡の初代の君主。姓は姫で、名は度。

## 概要
周の文王の五男として生まれた。武王が殷を滅ぼすと、叔度は蔡（河南省駐馬店市上蔡県の南西）に封じられ、帝辛（紂王）の子の武庚を監視する任を与えられた。成王が即位すると、幼年であったため周公旦が摂政を務めた。蔡叔度は周公旦が朝政を専断するのが不満で、管叔鮮とともに三監の乱を引き起こした。戦争に敗れると、周公旦によって郭鄰に流され、配所で死去した。
子の蔡仲が蔡に封じられて、祭祀を継いだ。